# Le Meurice
Le Meurice («Ле Мёрис») — парижский пятизвёздочный отель, расположенный в I округе, по адресу улица Риволи, 228. Открылся в 1835 году, находится под управлением британской гостиничной сети Dorchester Collection, принадлежащей султану Брунея; имеет статус «дворца» (palace).

## История

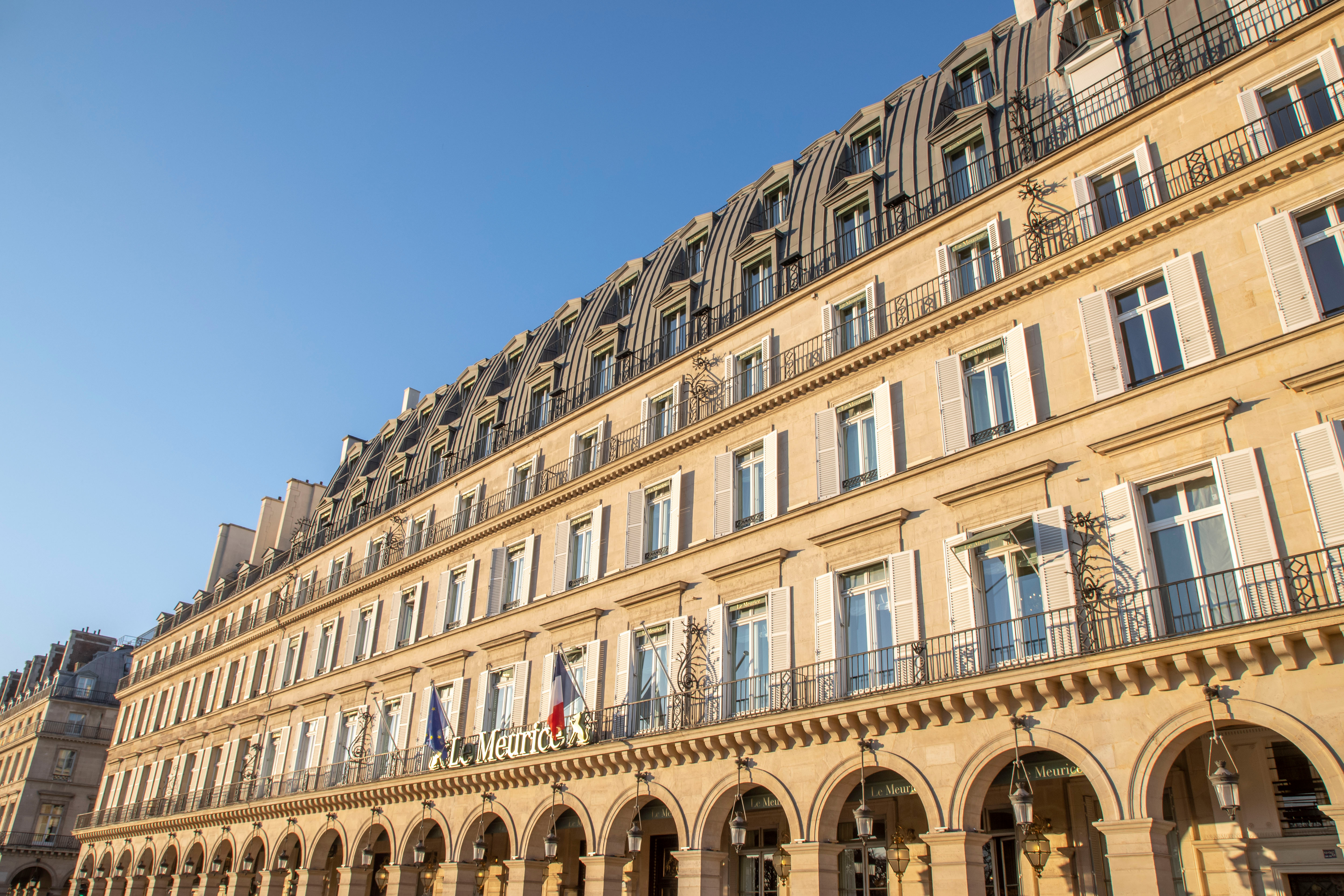
Фасад, выходящий на улицу Риволи

В 1811 году застройщик Франсуа Корби купил участок земли на улице Риволи с целью построить здесь доходный дом по образцу тех зданий, что возводили придворные архитекторы Шарль Персье и Пьер Фонтен. В 1818 году предприниматель из Кале Шарль-Огюстен Мёрис открыл на улице Сент-Оноре роскошный отель, ориентированный на британских туристов, которые путешествовали по Европе на дилижансах. Клиенты из числа дворян имели персональных камердинеров, могли постирать бельё и обменять деньги. Вскоре Мёрис решил расширить бизнес и в 1835 году открыл новый отель в доме № 228 на соседней улице Риволи.
В эпоху Второй империи в Le Meurice часто останавливались иностранные правители, ценившие близость к королевскому дворцу Тюильри, а также известные аристократы, предприниматели, художники и писатели, которых привлекали как качество обслуживания, так и расположенные по соседству люксовые магазины, отделения банков и роскошная Опера Гарнье. Например, в 1855 году, во время своего визита в Париж, здесь останавливалась британская королева Виктория (перед этим был полностью отремонтирован весь первый этаж отеля). В 1889 году новый владелец Le Meurice Анри-Жозеф Шориш провёл в отель телефонную связь.
С начала XX века Le Meurice вступил в постоянное соревнование за состоятельную клиентуру с отелем Ritz, который открылся на Вандомской площади. Новые акционеры во главе с Артюром Мийоном, владельцем популярного «Кафе де ля Пэ» и ресторана «Павильон Ледуайен», пригласили швейцарского отельера Фредерика Швентера и архитектора Анри-Поля Нено, которые полностью перестроили Le Meurice. Для расширения площади здания был приобретён старый отель Métropole, выходивший на соседнюю улицу Кастильоне. Интерьеры номеров и залы первого этажа (в том числе роскошный обеденный зал ресторана) были обновлены в модном стиле Людовика XVI, а оригинальные фасады сохранились в стиле неоклассицизма. Le Meurice поражал постояльцев роскошными ванными комнатами, электрическими звонками для вызова слуг и лифтом в стиле паланкина королевы Марии-Антуанетты.

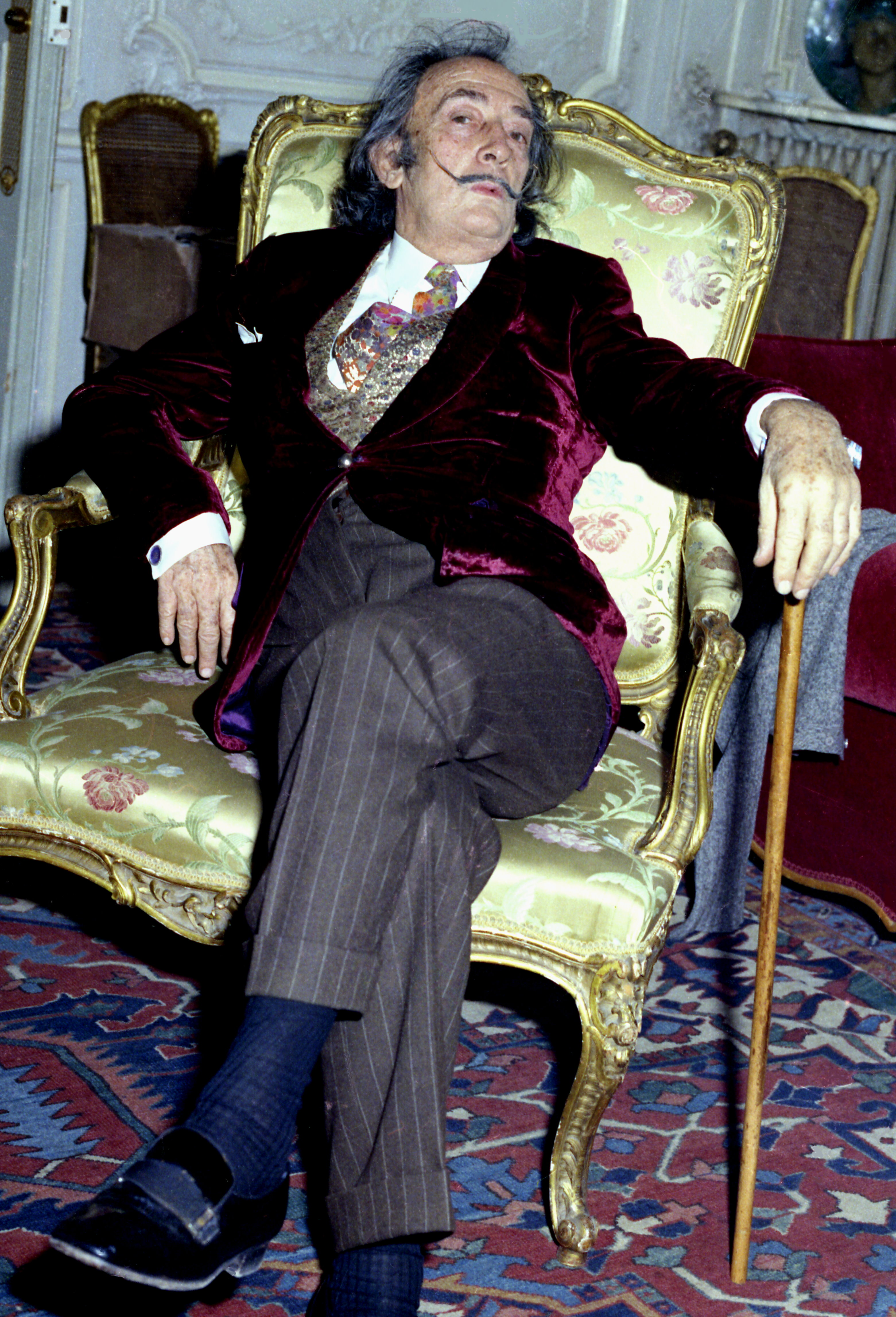
Сальвадор Дали в номере отеля Le Meurice

После провозглашения в 1931 году Испанской республики король Альфонсо XIII сделал свой номер в Le Meurice резиденцией роялистского правительства в изгнании. Также в «отеле королей» останавливались принц Уэльский, короли Италии, Бельгии, Греции, Болгарии и Дании, шах Ирана и бей Туниса, другие коронованные особы и представители мировой аристократии. В 1935 году французский поэт и гастрономический обозреватель Леон-Поль Фарг разделил парижские отели на три категории: «плохие, хорошие и Meurice». Во время немецкой оккупации (1940—1944) Le Meurice служил штабом парижского гарнизона и резиденцией генерала Дитриха фон Хольтица.
В 1947 году владельцы провели новую реконструкцию Le Meurice. Во второй половине XX века клиентура отеля изменилась: на смену королевским особам постепенно пришли крупные предприниматели и банкиры, звёзды театра и кино, художники и писатели. Например, с 1959 года в течение тридцати лет в бывшем королевском люксе Альфонсо XIII регулярно на месяц селился художник Сальвадор Дали. Только ему администрация Le Meurice разрешала пачкать стены красками, резать антикварную мебель перочинным ножом, портить дорогие ковры когтями ручных гепардов и стрелять в номере холостыми патронами. Все эти выходки в стиле бурлеска принесли отелю всемирную известность. Американская миллиардерша и хозяйка литературных салонов Флоренс Гулд устраивала в Le Meurice званые обеды, на которых собирались Андре Мальро, Поль Моран, Роже Пейрефитт, Марсель Жуандо, Элизабет Тулемон и Поль Леото.

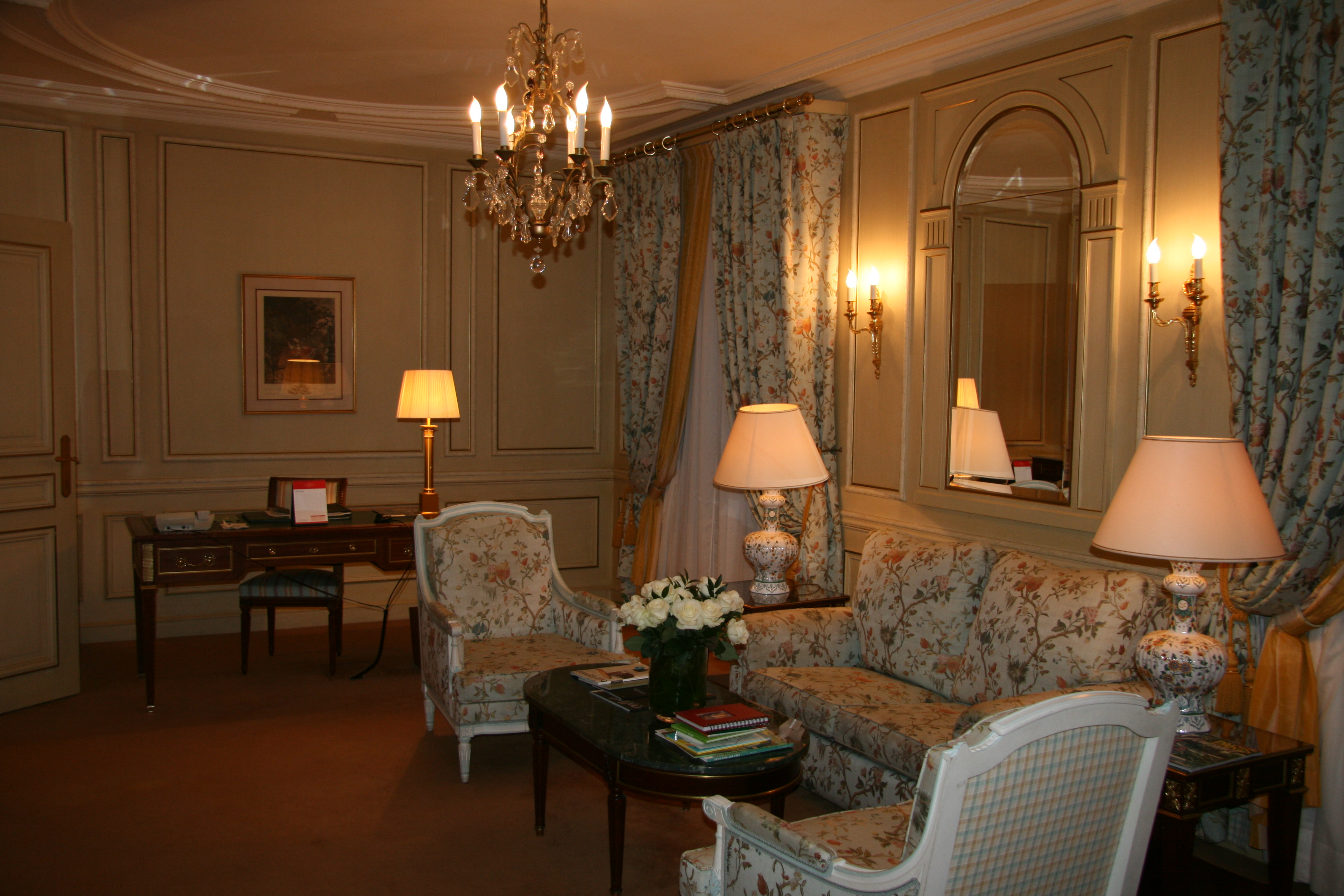
Интерьер одного из номеров

В феврале 1972 года в своём номере отеля Le Meurice скончалась американская писательница Натали Клиффорд Барни. В том же 1972 году компания Société Nouvelle du Grand Hôtel (SNGH) наследников Артюра Мийона продала свои гостиницы Le Meurice, Le Grand Hotel и Hôtel Prince de Galles, а также «Кафе де ля Пэ» итальянской группе Compagnia Italiana dei Grandi Alberghi (CIGA), которая, в свою очередь, в 1978 году из-за финансовых трудностей продала их компании арабского миллиардера Роджера Тамраза за 25 млн долларов. Год спустя он перепродал свои парижские активы британской группе Grand Metropolitan Hotels миллиардера Максвелла Джозефа.

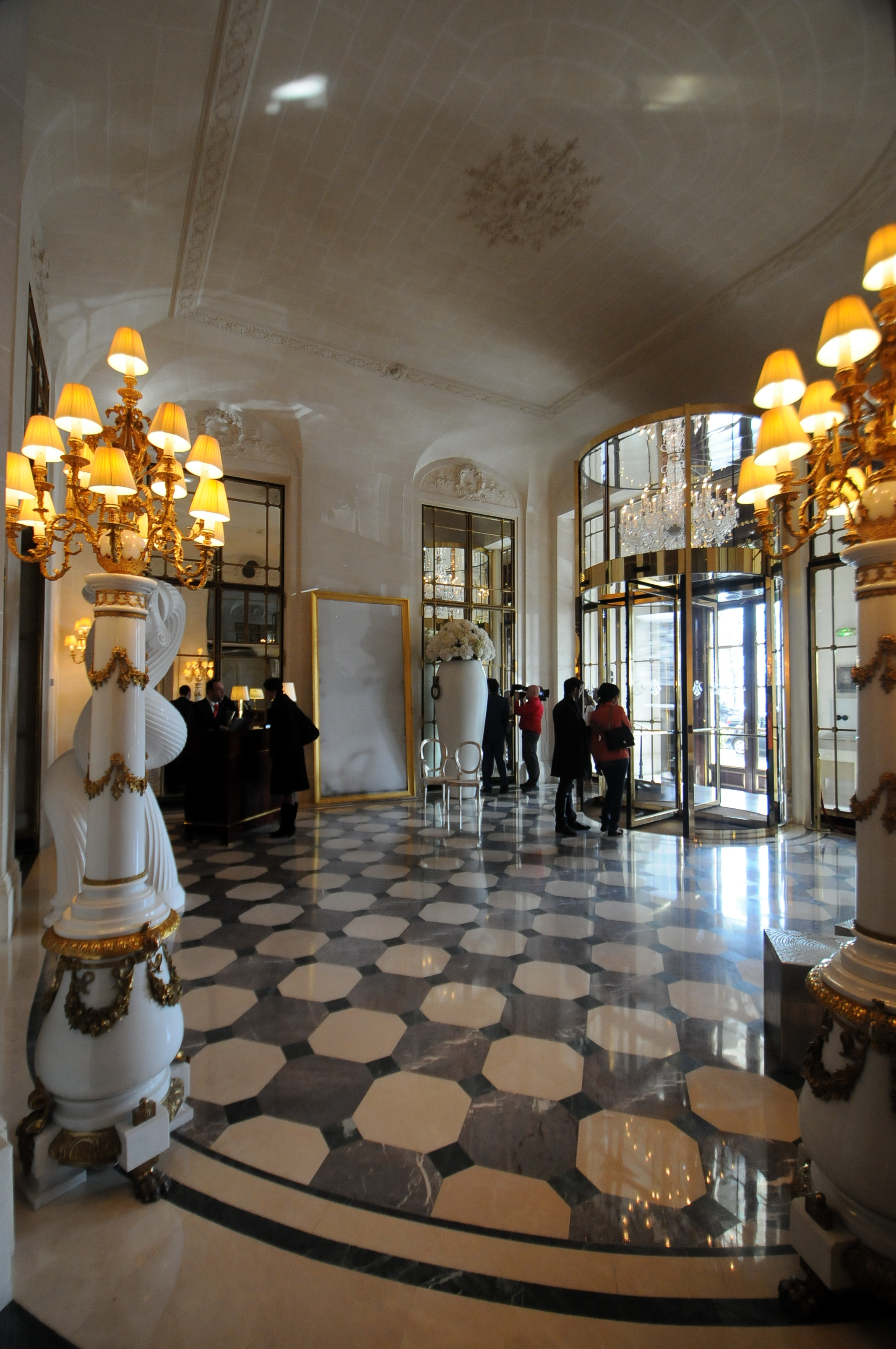
Холл гостиницы

В 1984 году Grand Metropolitan продала Le Meurice обратно группе CIGA за 100 млн долларов; к тому времени группу CIGA контролировал имам исмаилитов-низаритов и крупный бизнесмен Ага-хан IV. В 1994 году он продал сеть отелей CIGA американской группе ITT Sheraton, но сохранил за собой контроль над Le Meurice. В 1997 году Ага-хан IV всё же продал отель Брунейскому инвестиционному агентству, а то сделало Le Meurice частью британской группы Dorchester Collection (штаб-квартира расположена в Лондоне), которой владеет султан Хассанал Болкиах. С 1998 по 2000 год в отеле была проведена капитальная реконструкция, которой руководил архитектор Жан-Лу Рубер.
В 2007 году очередной реконструкцией отеля руководили дизайнер Филипп Старк и генеральный менеджер Франка Хольтманн, которые совместили декор XVIII века с современными технологиями. В том же 2007 году ресторан Le Meurice под руководством шеф-повара Янника Аллено получил две звезды от гида «Мишлен». В 2008 году Le Meurice учредил премию Мёриса в области современного искусства. В 2011 году Le Meurice получил статус «дворца», а в декабре 2014 года — статус предприятия живого наследия (EPV). В 2013 году рестораны отеля возглавили Ален Дюкасс и его шеф-повар Кристоф Сентань, запустившие новое меню, а в 2016 году Филипп Старк вновь изменил декор Le Meurice. В 2018 году в отеле открылась кондитерская под руководством Седрика Гроле.

## Структура

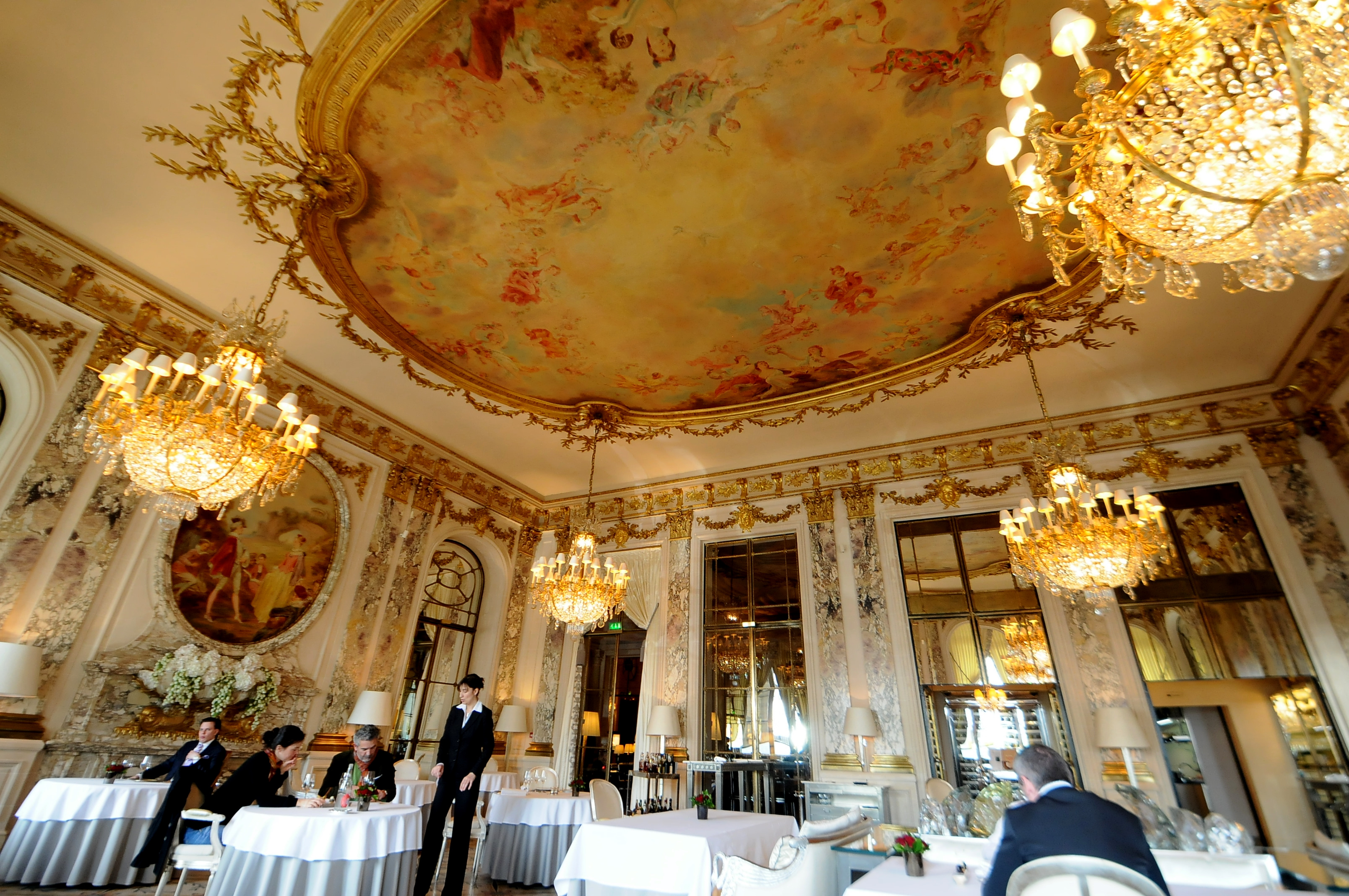
Интерьер ресторана Le Meurice

Le Meurice претерпел несколько капитальных реконструкций, в том числе в 1905, 1947, 1998, 2007 и 2016 годах. Свой уникальный декор с богатой отделкой мрамором, деревом и позолотой сохранили залы ресторанов Le Meurice и Le Dali; кроме того, первозданный вид имеют салон Помпадур, салон Фонтенбло, бар с фресками работы художника Лавалле и стеклянная крыша. Королевские апартаменты на 7 этаже имеют террасу с уникальным круговым видом на Париж. Рестораном Le Meurice управляет Ален Дюкасс; декор ресторана Le Dali разрабатывал дизайнер Филипп Старк. Спа-центр Spa Valmont площадью 300 м² предлагает массаж, процедуры по уходу за лицом и телом.
В шаговой доступности от Le Meurice расположены сад Тюильри, Лувр, Пале-Рояль, Hotel Costes, Вандомская площадь и площадь Согласия.

## В культуре
В отеле Le Meurice происходили съёмки таких художественных фильмов как «Горит ли Париж?» (1966) режиссёра Рене Клемана, «Джулия» (1977) режиссёра Фреда Циннемана, «Чужая кровь» (1984) режиссёра Клода Шаброля, «Мата Хари» (1985) режиссёра Кёртиса Харрингтона, «Ангел-А» (2005) режиссёра Люка Бессона, «Наша беспощадная вселенная» (2008) режиссёра Леи Фазер, «Женщины-агенты» (2008) режиссёра Жан-Поля Саломе, «Полночь в Париже» (2011) режиссёра Вуди Аллена, «МЫ. Верим в любовь» (2011) режиссёра Мадонны, «Дипломатия» (2014) режиссёра Фолькера Шлёндорфа и «Анна» (2019) режиссёра Люка Бессона. Кроме того, в отеле происходит действие романа «Обед на баррикадах» (2017) писательницы Полины Дрейфус, повествующего о событиях 1968 года.
В 2011 году американские рэперы Jay-Z и Канье Уэст записали в Le Meurice свой хит «Niggas in Paris» для совместного альбома «Watch the Throne».

## Критика

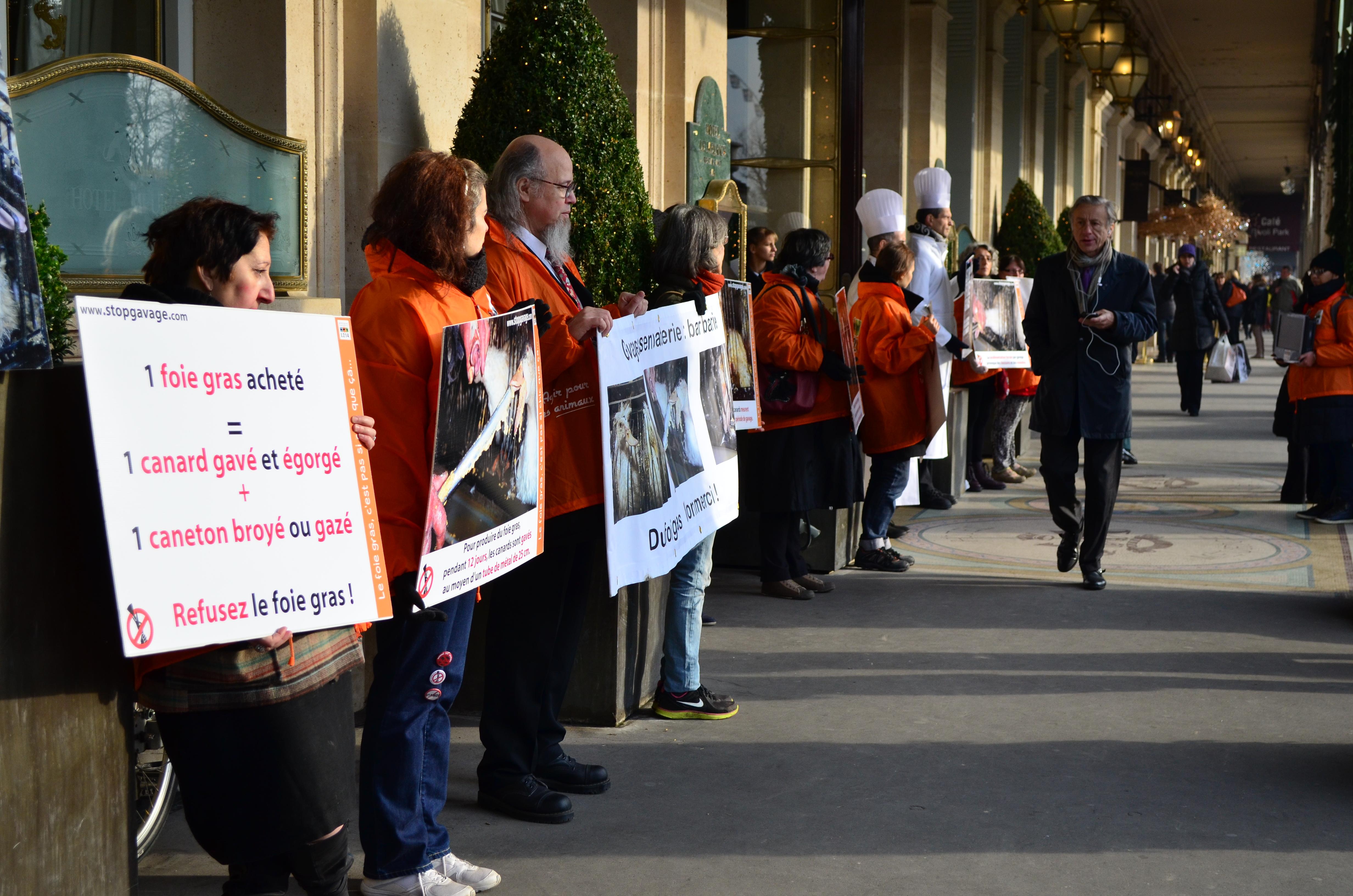
Демонстрация против фуа-гры у входа в Le Meurice

В 2013 году султан Брунея Хассанал Болкиах решил применить в своей стране законы шариата, согласно которым нужно пороть женщин, сделавших аборт, и забивать камнями гомосексуалистов. Это вызвало крупный скандал и привело к бойкоту мировыми звёздами отелей сети Dorchester Collection, в том числе парижского Le Meurice. В 2019 году гомофобный скандал повторился, что привело к новому бойкоту сети Dorchester Collection.